# John Gustaf Nauckhoff

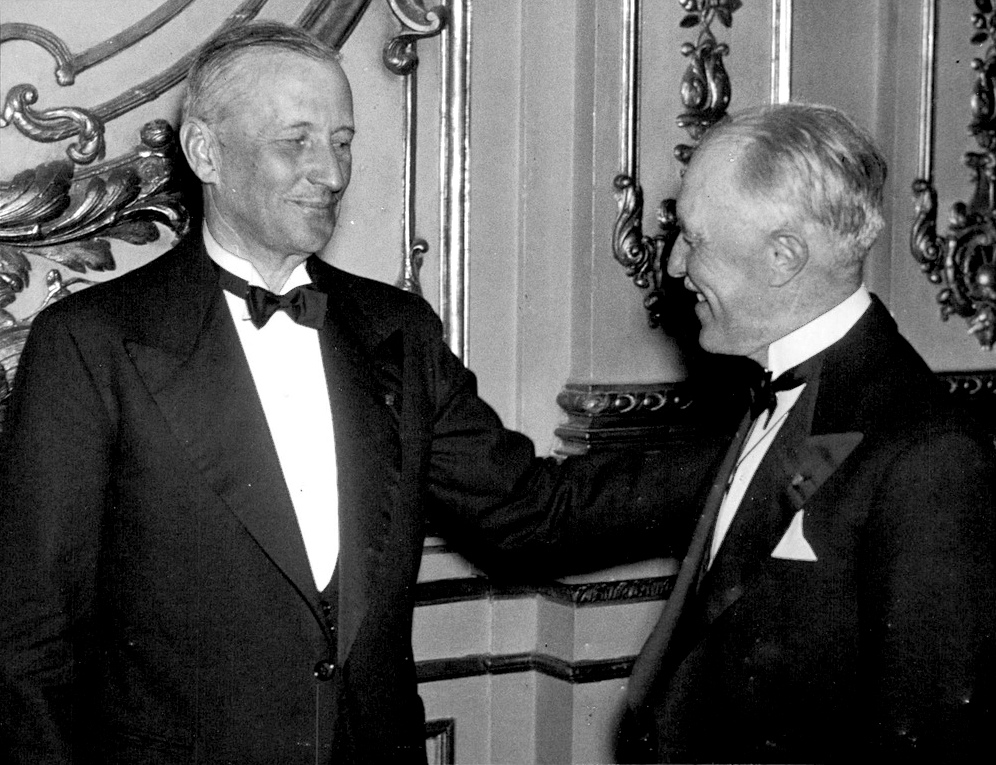
John Gustaf Nauckhoff (links)

Johan „John“ Gustaf Nauckhoff (* 3. November 1867 in Enköpings-Näs, Schweden; † 15. November 1953 in Stockholm) war ein schwedischer Offizier.

## Leben
John Nauckhoff wurde als Sohn des Kapitäns Carl Nauckhoff und dessen Ehefrau Sophie Lovén geboren. Er begann seine militärische Laufbahn 1887 als Unterleutnant bei der Königlichen Leibgarde (Andra Livgardet). 1891 wurde er zum Leutnant befördert, 1902 zum Kapitän im Generalstab und beim Regiment. Im selben Jahr wurde er zum Adjutanten von König Oskar II. ernannt. Er war Generalstabsoffizier der I. Armeedivision von 1904 bis 1906 und wurde 1908 erneut Kapitän im Generalstab sowie Stabschef der II. Armeedivision von 1908 bis 1912. 1909 wurde er zum Major befördert, 1912 zum Oberstleutnant beim Norra Skånska Infanterieregiment und 1915 zum Oberst und stellvertretenden Kommandeur der Göta Leibgarde. 1920 wurde er Chef der 7. Infanteriebrigade und 1926 Generalmajor und Kommandeur der westlichen Armeedivision, bis er 1932 in den Ruhestand ging. 1933 wurde er zum Generalleutnant befördert.
Nauckhoff war Mitglied mehrerer Kommissionen, darunter der Kommission zur Überarbeitung der Infanterieexerzierregeln (1910–1912), der Kommission zur Abschaffung von Kriegsgerichten (1920) und der Expertenkommission zur Überarbeitung des Militärstrafgesetzes (1922). Er engagierte sich auch stark in der Landwehrbewegung und war von 1916 bis 1926 Vorsitzender des Stockholmer Landwehrverbands sowie von 1933 bis 1938 Vorsitzender des Zentralverbands der schwedischen Landwehrvereinigungen. 1934 wurde er Vorsitzender des Vorstands der Skaraborgs Enskilda Bank in Stockholm. Er wurde 1921 Mitglied der Königlichen Militärwissenschaftlichen Akademie, 1926 in die erste Klasse aufgenommen.
John Nauckhoff war der Neffe von Ernst Gustaf Reinhold Nauckhoff. Er war in erster Ehe mit Alida Berner (1877–1922) verheiratet und in zweiter Ehe ab 1924 mit Signe Stang (geb. 1879). Er ist auf dem Nordfriedhof bei Stockholm begraben.

## Auszeichnungen

### Schwedische Auszeichnungen
- Konung Oscar II:s och Drottning Sofias
- Konung Gustaf V:s jubileumsminnestecken med anledning av 70-årsdagen, 1928
- Kommendör mit Großkreuz des Schwertorden (Svärdsorden), 6. Juni 1935
- Kommendör 1. Klasse des Schwertorden, 15. Dezember 1921
- Kommendör 2. Klasse des Schwertorden, 6. Juni 1919
- Ritter 1. Klasse des Schwertorden, 1907
- Kommendör 1. Klasse des Wasaordens, 6. Juni 1925
- Ritter des Orden Karls XIII., 28. Januar 1928

### Ausländische Auszeichnungen
- Finnland Großkreuz des Finnischen Ordens der Weißen Rose
- Norwegen Kommandeur des Norwegischen Sankt-Olav-Ordens
- Frankreich Ritter der Französischen Ehrenlegion
- Ritter 3. Klasse des Preußischen Kronenordens
- Spanien Ritter des Spanischen Karl III.-Ordens
- Vereinigtes Königreich Mitglied des Britischen Victoriaordens